# Пандосия (Лукания)
Пандосия (др.-греч. Πανδοσία) — древний город в Лукании (ныне область Базиликата), расположенный неподалёку от Гераклеи, на территории современной коммуны Турси.

## Местоположение
Город нередко путают с Пандосией в Бруттии, но некоторые античные авторы свидетельствуют о том, что это был отдельный город. Например, Плутарх, описывая одну из битв Пирра, говорит, что тот расположился напротив реки Сирис, на равнине между Пандосией и Гераклеей. А таблички из Гераклеи неоднократно отсылают к городу с подобным названием неподалёку.
Некоторые античные авторы, например, Плиний Старший, считают, что около Пандосии в Лукании погиб в битве царь Эпира Александр I, однако, это является спорным заявлением. Современная наука склоняется к тому, что данное событие произошло в Пандосии в Бруттии, как об этом пишет Страбон.
Из этих сведений можно сделать вывод, что Пандосия была расположена поблизости от Гераклеи, к западу от неё. Возможно, её местоположение было на месте под названием Санта-Мария-ди-Англона, находящееся в 11 километрах от моря и в 6,5 километрах от Гераклеи.

## История
Пандосия считается старейшим городом Сириса. Город был очень богат, что было обусловлено плодородием почв и удачным местоположением между двумя судоходными реками, также способствовавшему его быстрому развитию.
Вероятно, город состоял в союзе с Кротоной. На это указывают найденные монеты, на одной стороне которых изображена молодая девушка-нимфа, олицетворяющая Пандосию, а на другой — мальчик, символизирующий Кротону.
В 280 году до н. э. под стенами Пандосии столкнулись в битве войска римлян и Пирра. Победа осталась за Пирром, но за неё была заплачена большая цена в 4000 человек.
В 214 году до н. э. на этой территории во время Второй Пунической войны осуществлял военные операции Ганнибал.
В 81 году до н. э. город был разрушен. Позже, в первые века христианства, на его месте возник город Англона.